# Lechnica
Lechnica es un municipio del distrito de Kežmarok en la región de Prešov, Eslovaquia, con una población estimada a final del año 2024 de 263 habitantes.
Se encuentra ubicado al noroeste de la región, cerca del río Poprad (cuenca hidrográfica del río Vístula) y de la frontera con Polonia.

## Demografía
| Año        | 1994 | 2004    | 2014     | 2024    |
| ---------- | ---- | ------- | -------- | ------- |
| Población  | 287  | 315     | 266      | 263     |
| Diferencia |      | +9,75 % | −15,55 % | −1,12 % |

| Año        | 2023 | 2024    |
| ---------- | ---- | ------- |
| Población  | 260  | 263     |
| Diferencia |      | +1,15 % |